# Бјелотићи
Бјелотићи су насеље у Србији у општини Ужице у Златиборском округу. Према попису из 2022. било је 153 становника.

## Демографија
У насељу Бјелотићи живи 227 пунолетних становника, а просечна старост становништва износи 49,1 година (47,7 код мушкараца и 50,3 код жена). У насељу има 83 домаћинства, а просечан број чланова по домаћинству је 3,14.
Ово насеље је у потпуности насељено Србима (према попису из 2002. године), а у последња три пописа, примећен је пад у броју становника.
|  |

| Демографија | Демографија | Демографија |
| Година      | Становника  | Становника  |
| ----------- | ----------- | ----------- |
| 1948.       | 365         |             |
| 1953.       | 369         |             |
| 1961.       | 350         |             |
| 1971.       | 301         |             |
| 1981.       | 277         |             |
| 1991.       | 262         | 262         |
| 2002.       | 261         | 261         |

| Етнички састав према попису из 2002.‍ | Етнички састав према попису из 2002.‍ | Етнички састав према попису из 2002.‍ | Етнички састав према попису из 2002.‍ | Етнички састав према попису из 2002.‍ |
| ------------------------------------ | ------------------------------------ | ------------------------------------ | ------------------------------------ | ------------------------------------ |
|                                      |                                      |                                      |                                      |                                      |
| Срби                                 | Срби                                 |                                      | 261                                  | 100,0%                               |
| непознато                            | непознато                            |                                      | 0                                    | 0,0%                                 |

| Година пописа     | 1948. | 1953. | 1961. | 1971. | 1981. | 1991. | 2002. |
| ----------------- | ----- | ----- | ----- | ----- | ----- | ----- | ----- |
| Број домаћинстава | 56    | 59    | 73    | 69    | 73    | 67    | 83    |

| Број чланова      | 1  | 2  | 3  | 4 | 5 | 6  | 7 | 8 | 9 | 10 и више | Просек |
| ----------------- | -- | -- | -- | - | - | -- | - | - | - | --------- | ------ |
| Број домаћинстава | 15 | 30 | 10 | 4 | 9 | 10 | 5 | 0 | 0 | 0         | 3,14   |

| Пол    | Укупно | Неожењен/Неудата | Ожењен/Удата | Удовац/Удовица | Разведен/Разведена | Непознато |
| ------ | ------ | ---------------- | ------------ | -------------- | ------------------ | --------- |
| Мушки  | 117    | 28               | 83           | 3              | 3                  | 0         |
| Женски | 117    | 12               | 84           | 16             | 5                  | 0         |
| УКУПНО | 234    | 40               | 167          | 19             | 8                  | 0         |

| Пол    | Укупно                    | Пољопривреда, лов и шумарство | Рибарство                            | Вађење руде и камена | Прерађивачка индустрија       |
| ------ | ------------------------- | ----------------------------- | ------------------------------------ | -------------------- | ----------------------------- |
| Мушки  | 63                        | 32                            | 0                                    | 0                    | 17                            |
| Женски | 45                        | 32                            | 0                                    | 0                    | 7                             |
| УКУПНО | 108                       | 64                            | 0                                    | 0                    | 24                            |
| Пол    | Производња и снабдевање   | Грађевинарство                | Трговина                             | Хотели и ресторани   | Саобраћај, складиштење и везе |
| Мушки  | 2                         | 2                             | 5                                    | 0                    | 3                             |
| Женски | 0                         | 0                             | 2                                    | 0                    | 0                             |
| УКУПНО | 2                         | 2                             | 7                                    | 0                    | 3                             |
| Пол    | Финансијско посредовање   | Некретнине                    | Државна управа и одбрана             | Образовање           | Здравствени и социјални рад   |
| Мушки  | 0                         | 0                             | 1                                    | 0                    | 0                             |
| Женски | 0                         | 0                             | 0                                    | 0                    | 4                             |
| УКУПНО | 0                         | 0                             | 1                                    | 0                    | 4                             |
| Пол    | Остале услужне активности | Приватна домаћинства          | Екстериторијалне организације и тела | Непознато            | Непознато                     |
| Мушки  | 1                         | 0                             | 0                                    | 0                    | 0                             |
| Женски | 0                         | 0                             | 0                                    | 0                    | 0                             |
| УКУПНО | 1                         | 0                             | 0                                    | 0                    | 0                             |